# River Torrens
Der River Torrens ist ein Fluss bei Adelaide im australischen Bundesstaat South Australia.
Er fließt von den Adelaide Hills quer durch Adelaide in den Indischen Ozean und ist – außer auf einer Länge von einem Kilometer in der Innenstadt für Touristen – nicht schiffbar.
Er wurde wie der Lake Torrens nach dem australischen Ökonomen Robert Torrens benannt.